# Parfait Ndong
 (avril 2019).
Parfait Juste Nguema Ndong est un joueur de football gabonais né le 23 juillet 1973 à Ndjolé. Défenseur, il est international gabonais, sélection avec laquelle il compte 33 sélections et inscrit 1 but.

## Biographie

### En club
Parfait Ndong commence sa carrière en 1986 dans le club de PetroSport. Il joue au poste au poste de défenseur en première division du championnat gabonais de 1986 à 1992, évoluant au PetroSport puis au Shell FC, où il joue de 1993 à 1994.
De 1994 à 1998, il évolue au Portugal, jouant pour les clubs d'Amora, Maia, Chaves et Penafiel. Avec le club de Chaves, il dispute 17 matchs en première division portugaise, inscrivant un but. Sa carrière prend fin en 1998, alors qu'il évolue au sein du club portugais de Penafiel. 

### En équipe nationale
Il participe à la CAN 1994 avec l'équipe du Gabon, ce qui constitue la toute première participation du Gabon dans une phase finale de Coupe d'Afrique des nations. Lors de cette compétition, il joue deux matchs, contre le Nigeria et l'Égypte, avec pour résultats deux défaites ainsi qu'une élimination au premier tour.

## École de football
Il ouvre ensuite une école de football à Lambaréné en 2007, dénommée FC Abanga.